# Maria Riccarda Wesseling

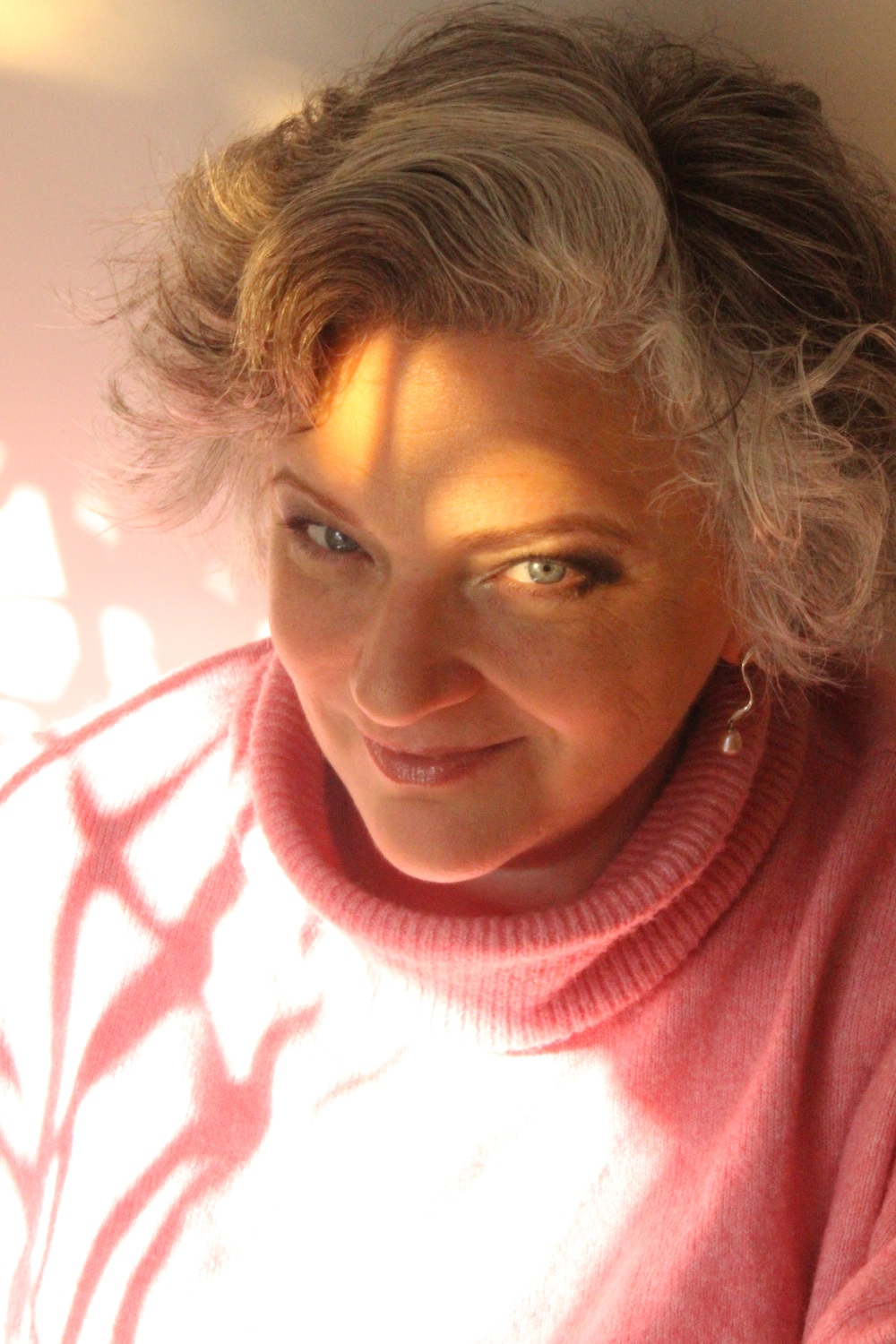
Maria Riccarda Wesseling

Maria Riccarda Wesseling (Wattwil, 10 januari 1969) is een Nederlandse en Zwitserse operazangeres (mezzosopraan) en regisseur.

## Leven en werk
Maria Riccarda Wesseling studeerde klassieke zang bij Elisabeth Glauser (Konservatorium Bern) en Margreet Honig (Sweelinck Conservatorium Amsterdam).
Al tijdens haar studie vertolkte zij de titelrol in Rossini's opera La Cenerentola op een tournee met het Orchestre National de Lille. Gedurende de eerste jaren van haar carrière was zij regelmatig te gast bij het Stadttheater Bern, waar zij rollen als Kassandra (Troades), Fenena (Nabucco), Enrichetta (I puritani), Olga (Tri Sestri), Idamante (Idomeneo), de titelrol in Giulio Cesare en de titelrol in Carmen vertolkte. In deze periode zong zij ook talrijke grote rollen in opera's van Händel, zoals Rinaldo (Luzern), Amadigi (Händel-Festspiele Halle, Festival de Radio France Montpellier, Festival de Salamanca), Sesto in Giulio Cesare (Opera ABAO Bilbao, Festival de Beaune), Medea in Teseo (Händel-Festspiele Halle) of Dejanira in Hercules (Schlossfestspiele Potsdam).  
Haar internationale doorbraak kwam in 2006 toen zij in de Opéra national de Paris op de dag van de première de zieke Susan Graham verving in de titelrol van Glucks opera Iphigénie en Tauride. Regie voerde Krzysztof Warlikowski, de muzikale leiding had Marc Minkowski. De rol van Iphigénie zong zij in 2011 eveneens in het Teatro Real in Madrid - deze keer onder regie van Robert Carsen en onder leiding van Thomas Hengelbrock. Met Hengelbrock en het Balthasar-Neumann-Chor und -Ensemble vertolkt Wesseling regelmatig de rol van Orpheus (Orfeo ed Eyrydice van Gluck) in de befaamde productie van Pina Bausch. Deze was in 2008 rechtstreeks op de cultuurzender ARTE te zien (de eerste keer dat Pina Bausch een rechtstreekse uitzending van haar werk toeliet) en verscheen op dvd. Als Orpheus was Wesseling inmiddels in de Opéra de Paris, op het Athens Festival in Epidauros, in het Lincoln Center in New York en in het Teatro Real in Madrid te zien. In het Teatro Real vertolkte ze in 2012 ook de rol van Ottavia in Monteverdi's L'incoronazione di Poppea onder leiding van Sylvain Cambreling.
Van Offenbach vertolkte zij de titelrol in La belle Hélène bij de Opéra National de Bordeaux en Métella in La vie parisienne in de enscenering van Laurent Pelly bij de Opéra national de Lyon. Wesseling is regelmatig in hedendaags repertoire te horen, bijvoorbeeld in de titelrol van Henzes Phaedra tijdens de wereldpremière in de Staatsoper Berlin, in de De Munt in Brussel en in het Barbican Centre in Londen, in de rol van de pelgrim in Kaija Saariahos L'amour de loin bij de Finse Nationale Opera, in de rol van Irma in Eötvös Le Balcon in Bordeaux, als Malaspina in Salvatore Sciarrinos Luci mie traditrici in Lyon, met Claude Viviers Wo bist Du, Licht bij de Ruhrtriennale of als Königin in Holligers Schneewittchen in een enscenering van Achim Freyer in Basel. Recent zong zij de rol van Carmen in ABAO Bilbao, Giulietta (Hoffmanns vertellingen) bij het Grand Théatre de Genève in de op dvd verschenen enscenering van Olivier Py en Fricka in Wagner´s "Rheingold" bij de Ruhrtriennale in een enscenering van Johan Simons en onder leiding van Theodor Currentzis. Verder de voor haar geschreven titelrol in de wereldpremière van Philip Hefti's opera "Anna's Maske". In 19/20 zong zij Amneris in Aida, Herodias in "Salome" bij de Staatsoper Stuttgart in de befaamde regie van Kirill Serebrennikov en Jezibaba in "Rusalka" bij de Vlaamse Opera.
Bij De Nationale Opera zong zij in 2008 de rol van Orlofsky (Die Fledermaus).
Wesseling is regelmatig te gast op de grote concertpodia. Zo zong zij met het Koninklijk Concertgebouworkest onder leiding van David Zinman Les nuits d'été van Hector Berlioz in het Concertgebouw in Amsterdam en in de Kölner Philharmonie, de altpartij in de Johannespassion in het Gewandhaus Leipzig onder leiding van Riccardo Chailly, Chanson de l'amour et de la mer in de Philharmonie Essen onder leiding van Marc Minkowski, de altpartij in Paulus in de Tchaikoski Hall Moscow onder leiding van Vladimir Fedosejev of de Kindertotenlieder van Gustav Mahler en Marie in L'enfance du Christ van Berlioz in het Auditorio de Barcelona. Ook bij de ZaterdagMatinee was zij herhaaldelijk te gast (Il piccolo Marat/Jenufa)
Met liedprogramma's is zij regelmatig te horen in zalen als het Palazzo Bru Zane Venezia, in het Gewandhaus Leipzig, in de Tonhalle Zürich, in de Opéra Garnier Monaco, in De Doelen en in de kleine zaal van het Concertgebouw in Amsterdam.
In januari 2018 ensceneerde Maria Riccarda Wesseling Brittens opera "The rape of Lucretia" bij de Dutch National Opera Academy, in 2020 de "Lustige Witwe" bij Theater Nordhausen. 
Van 2015 tot 2018 was Wesseling artistiek leider van DNOA.

## Discografie
- Paul Juon (1872-1940): Lieder" (coviello classics zomer 2016), cd
- Wien 1900 orkestliederen van A.Schönberg, A.Berg en G.Mahler (claves), cd
- 3 portraits of mezzo-soprano heroines Händel (claves), cd
- Du bel canto au grand opéra français (Orchestre symphonique de Mulhouse), cd
- Sous l'eau du songe liederen van C.Schumann, L.Boulanger en A.Mahler (claves), cd
- Richard Wagner: Bearbeitungen für Stimme und Kammerorchester (coviello), cd
- C.S.Catel: Sémiramis titelrol (glossa), cd
- Grétry: Andromaque Hermione (glossa), cd
- Händel: Rodrigo titelrol (ambroisie), cd
- Händel: Amadigi titelrol (ambroisie), cd
- Händel: Der Messias altpartij (Harmonia Mundi), cd
- Gluck: Orpheus und Eurydike Orpheus (dvd, verschenen bij BelAir)
- Offenbach: Les contes d'Hoffmann Giulietta (dvd, verschenen bij BelAir)
- Offenbach: La vie parisienne Métella (dvd, verschenen bij Virgin Classics)
- Händel: Teseo Medea (dvd, verschenen bij Arthaus)

## Onderscheidingen
- Zilveren medaille (2de Preis) bij het Internationaal Robert-Schumann-Concours 1996 in Zwickau
- "Eliette-von-Karajan-Preis" 2002
- "Förderpreis des Kantons Solothurn" 2004
- "Anerkennungspreis der Stadt Chur" 2007
- "Anerkennungspreis des Kantons Graubünden" 2014